# Anete Jēkabsone-Žogotaová
Anete Jēkabsone-Žogotaová (* 12. srpna 1983 Riga) je bývalá lotyšská basketbalistka. Hrála povětšinou na pozici křídla. Měřila 176 cm.
S lotyšskou reprezentací se zúčastnila čtyř evropských šampionátů (2005, 2007, 2009, 2015), skončila s ní postupně na 6., 4., 7. a 13. místě. Dvakrát byla vybrána do all-stars týmu mistrovství Evropy (2007, 2009). Zúčastnila se s národním týmem také olympijského turnaje v Pekingu roku 2008 (9. místo). V lotyšské reprezentaci odehrála 116 zápasů, ve kterých zaznamenala 1934 bodů.
Se Spartakem Moskevská oblast vyhrála nejprestižnější evropskou klubovou soutěž, Euroligu žen, a to v sezóně 2009/10, stejného triumfu dosáhla v sezóně 2012/13 s klubem UMMC Jekatěrinburg. S Dynamem Moskva získala druhou nejprestižnější evropskou trofej, EuroCup, v sezóně 2006/07. S klubem Phoenix Mercury zvítězila v roce 2014 v severoamerické lize WNBA. S TTT Riga se v roce 1999 stala mistryní Lotyšska, s CJM Bourges roku 2006 mistryní Francie, s Fenerbahçe Istanbul v roce 2011 mistryní Turecka, s Jekatěrinburgem v roce 2013 mistryní Ruska.
V roce 2007 byla Mezinárodní basketbalovou federací vyhlášena evropskou basketbalistkou roku. Ve stejném roce ji stejnou poctu udělil italský sportovní deník La Gazzetta dello Sport. Dvakrát byla lotyšskou sportovkyní roku (2008, 2009).
Hráčskou kariéru ukončila roku 2016, poté se věnovala zejména politice. V roce 2017 byla zvolena do městského zastupitelstva města Rigy, později se stala členkou liberální strany Za rozvoj Lotyšska (Latvijas attīstībai). Její otec Andris Jēkabsons byl také úspěšným basketbalistou, držitelem stříbra z MS 1986.